# 中央ヨーロッパ

CIA World Factbookによるヨーロッパの地域の分類
北ヨーロッパ
西ヨーロッパ
中央ヨーロッパ
南ヨーロッパ
南東ヨーロッパ
南西ヨーロッパ
東ヨーロッパ
南西アジア
北アジア
中央アジア
中東

中央ヨーロッパ（ちゅうおうヨーロッパ、独: Mitteleuropa、チェコ語: střední Evropa、スロバキア語: Stredná Európa、ポーランド語: Europa Środkowa、ハンガリー語: Közép-Európa）は、ヨーロッパの中央部に位置する地域である。中欧（ちゅうおう）と略記されることもある。

## 構成国

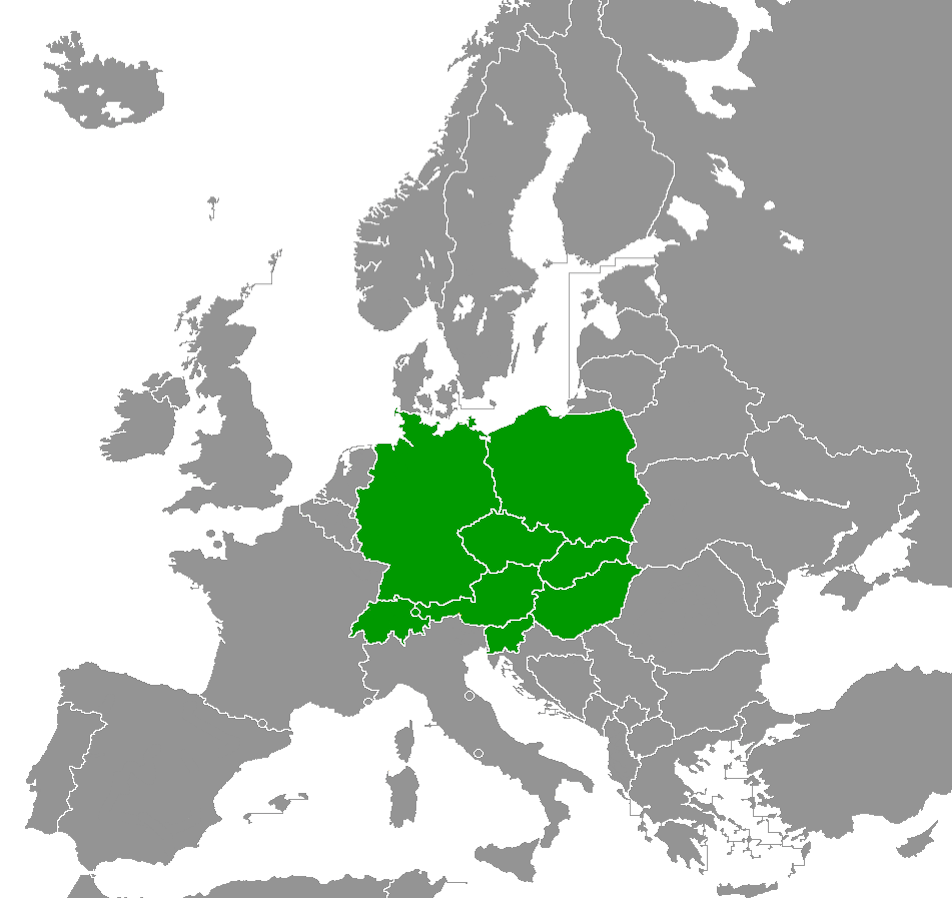
CIAワールドファクトブックなどの採用する分類における中央ヨーロッパ

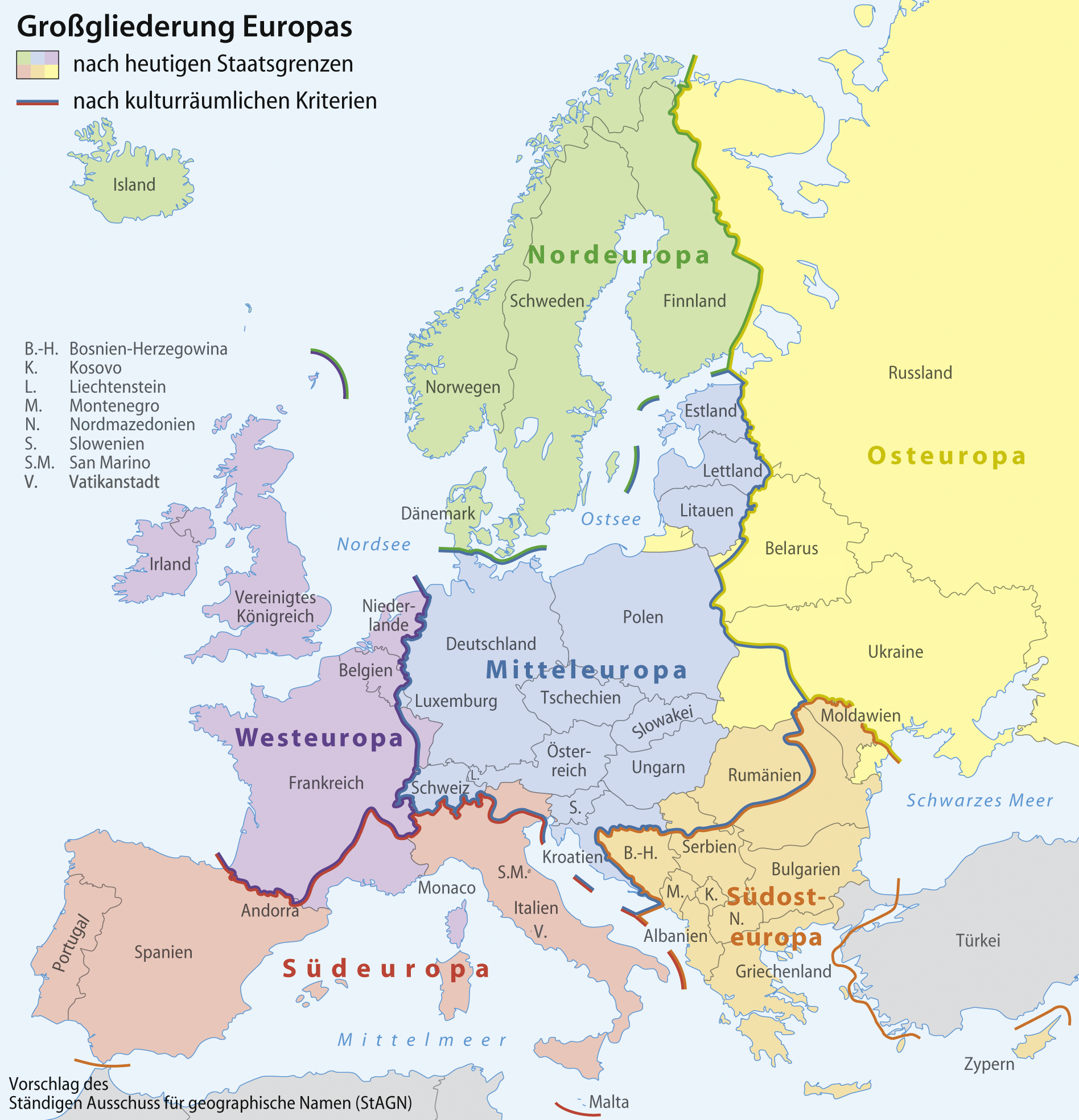
ドイツ語圏におけるヨーロッパの地域区分と中央ヨーロッパ(Mitteleuropa)の範囲

19世紀以来、中欧という概念は政治的な文脈で主張されており、その範囲を確定的に述べることは難しい。以下は中央ヨーロッパとして挙げられる国々の一例である。
- オーストリア[1][3][4]
- チェコ[1][4]
- ドイツ[1][3]
- ハンガリー[1][3][4]
- リヒテンシュタイン[1]
- ポーランド[1][4]
- スロバキア[1][4]
- スロベニア[1][4]
- スイス[1][3]

最多人口国であるドイツをはじめ、ドイツ語を多数の国民が母語とする国（オーストリア、スイス、リヒテンシュタイン）が4つを占め、他の国も神聖ローマ帝国・オーストリア帝国・ドイツ帝国・オーストリア＝ハンガリー帝国といったドイツ人国家からの支配を長く受けた歴史を持つ。スイスを含めない分類や、スロバキア・ハンガリーを含めない分類などもある。
その他、フランスのアルザス＝ロレーヌ、ルクセンブルク、イタリアの南チロル、クロアチア、ボスニア・ヘルツェゴビナ、セルビアのヴォイヴォディナ、モンテネグロのコトル湾、ルーマニアのトランシルヴァニア、ウクライナ西端部、バルト諸国、ロシアのカリーニングラード州を含むこともある。

### アルプス諸国とヴィシェグラード・グループ

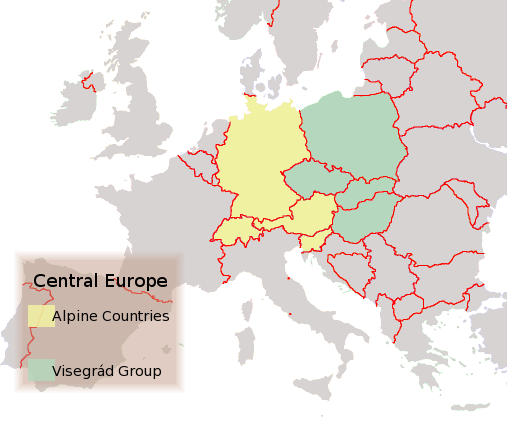
アルプス諸国とヴィシェグラード・グループの位置

ドイツ、オーストリア、スイス、リヒテンシュタイン、スロベニアの5か国はアルプス諸国とも呼ばれる。しかし、アルプス山脈に近接するという地理的要素以外にこの5カ国のまとまりを規定する要素は特にない（歴史的にはいずれも神聖ローマ帝国の流れだが、同様の条件を持つ国が他にいくつもある）上に、同様の条件を持つイタリアとフランスを欠いている。また、スロベニアを除いた4か国にはドイツ語を主要言語とする民族的共通性があるが、やはりこの条件で共通するルクセンブルクを欠いている。
他方で、アルプス諸国より東に位置するポーランド、チェコ、スロバキア、ハンガリーの4カ国はヴィシェグラード・グループ (V4) という地域協力機構を作っており、特に外交・経済政策においてこの4カ国は関係を緊密化する方向で動いている。

## 歴史

### 古代
ヨーロッパの中心がローマであった古代からルネサンスの時代にかけては、現在中央ヨーロッパと呼ばれる地域は"ローマから見て"「北方」に位置していたため「北方地域」と呼ばれていた。当時「北欧」は現在の中央ヨーロッパから北を指した。

### 中世・近世
中欧のカトリック化はラテン語圏（具体的には神聖ローマ帝国）を通して行われたため、西欧との一体性が強かった。また近世には、オーストリアのハプスブルク王朝の支配下に置かれ特にドイツ語圏の影響が強くみられる。ウィーンは地理的にはハンガリー、チェコ、スロバキアからも中心に位置し、ハプスブルク王朝の領土そのものを指して中欧でありウィーンは中欧の首都の機能をもっていた。なお、比較的早く神聖ローマ帝国を離脱したルクセンブルクや、さらに早く分離したため言語・民族ともドイツとは別個に考えられるようになったオランダなどは、まず中欧に含まれることがなく、ウィーンを軸とするドイツ系民族の広がりと中欧はイコールではない。また、オーストリアを中心として統一ドイツ民族国家を目指す大ドイツ主義と、同国を排除してプロイセン中心の統一を目指す小ドイツ主義が対立した19世紀には、ハプスブルク宮廷は後者はもちろん、広大な非ドイツ人地域を手放すことを前提とした前者も到底許容できるものではないため、大ドイツ主義に非ドイツ人をも含めた多民族国家としての第三の道「中欧帝国構想」を盛んに喧伝した。しかしこれは、形骸化し崩壊した神聖ローマ帝国と内容に大差がないうえに、高まるドイツ民族主義の器としては疑問視されてドイツ人の支持を受けられず、中欧におけるドイツ人支配を固定しかねないとして他民族の反発も強く、大きな世論の潮流とはならなかった。
19世紀の歴史家で政治家のフランチシェク・パラツキーは、民族主義が高まりつつあった当時、ハプスブルク帝国を諸民族の同権をもととする連邦制国家に変え、西のドイツと東のロシアに対抗する中欧国家として形成されるべきと唱えた。彼は、チェコ人などのスラヴ民族をはじめとするハプスブルク帝国内少数民族の生存を擁護しようとする立場から、オーストロ・スラヴ主義を標榜した。なお彼は、チェコ人はハプスブルク帝国の傘下において生存できると説き、チェコの独立ではなく帝国の再編を求めた。

### 現代
第二次世界大戦後、これらの地域は西ドイツ、オーストリア、スイス、リヒテンシュタインを除いて共産圏になり冷戦時代に政治的に東側諸国（Eastern Bloc）と呼ばれた。
1989年から1991年の東欧革命により共産党政権は崩壊したが、旧東側諸国の「東欧（Eastern Europe）」では地理的意味で「中欧（Central Europe）」の表記が用いられる場合もある。ベルリンの壁崩壊後はロシアの影響力が衰退、西欧の影響力のもと、2004年にはポーランドをはじめとした旧共産圏の中欧諸国は欧州連合 (EU) に加盟した。

## 比較

国際連合の行政における（便宜上の）ヨーロッパの地域の分類
北ヨーロッパ
西ヨーロッパ
東ヨーロッパ
南ヨーロッパ

冷戦期に共産圏に含まれた中央ヨーロッパは、現在でも東欧とみなされることが多い。
西スラヴ諸国と東スラヴ諸国では同じスラヴ語派の原語に属し、各言語は類似しているため他のスラヴ語を修得するのは比較的容易とされる。中世、キリスト教布教の時代には西スラヴ諸国は十字軍時代に西欧のローマ・カトリックに改宗しラテン文字を導入、東方植民の影響でドイツのマクデブルク法を採り入れた。ロシアは南欧の正教会の布教の下に改宗しギリシア文字をもとに作られたキリル文字を使用している。法体系は、西スラヴ諸国はローマ法（西ローマ法）の影響の下で、正教会の社会は6世紀のローマ法大全由来のローマ法（ビザンティン法・東ローマ法）の体系を基礎として発展してきた。

### バルト三国
中世に大国の1つであったリトアニアは、ドイツ騎士団の影響下でカトリック化した。
エストニアやラトビアも中世にはドイツ騎士団に征服されたカトリック地域（宗教改革によりプロテスタント）となったが、現在リトアニアと合わせたこれらバルト三国は中欧には含まれないこともある。また北欧とも関係が深く、北東ヨーロッパとも呼ばれる事もある。
バルト三国はソヴィエト連邦の構成共和国であったことから東欧に分類されていたが、1991年のソヴィエト連邦解体後は、地理的・文化的背景に基づき、北欧に含まれるという扱いが世界的には主流になりつつある。しかし、日本においては未だこのような新しい概念は浸透しておらず、バルト三国が東欧であると認識している者が多い。世界的にも、米国CIAは東欧、国連の行政は北欧に分類している（右図と左図を参照）。

## 関連文献
- 『中欧・東欧文化事典』羽場久美子編集代表、井口壽乃、大津留厚、桑名映子、田口雅弘、中澤達哉、長與進、三谷惠子、山崎信一編集委員、丸善出版、2021年。ISBN　978-4-621-30616-1[10]

- 『拡大するヨーロッパ　中欧の模索』羽場久美子、岩波書店、1998年。ISBN　4-00-002830-８